# Slaget vid Muhi

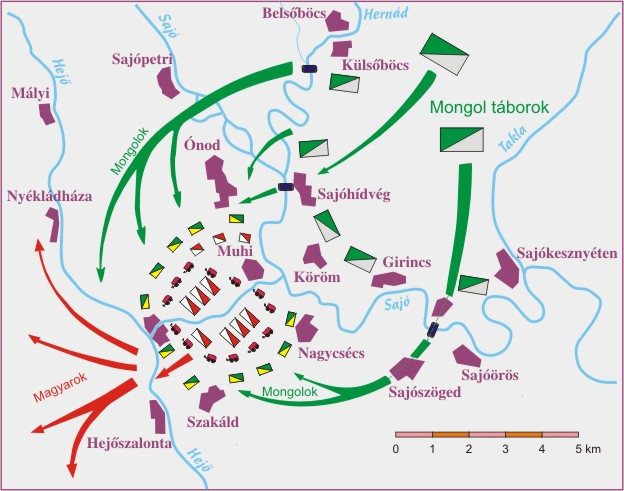
Slaget vid Muhi
(Mongolernas framryckning är markerad med grönt, ungrarnas reträtt med rött)

Slaget vid Muhi ägde rum den 11-12 april 1241 vid staden Muhi i norra Ungern. I slaget besegrade mongolerna den ungerske kungen Béla IV:s arméer.
Efter att ha samlat den ungerska armén avtågade kungen, på inrådan av ärkebiskop Ugrin, från Pest och gick mot mongolerna. Detta föranledde mongolernas anförare, Batu khan, att samla sina arméer och gruppera dessa på vänstra sidan av floden Sajó. På dess högra sida dök de ungerska arméerna upp. Béla IV kommenderade sina trupper framåt och mongolerna angrep då ögonblickligen. Först angrep de bron över Sajó och korsade floden i närheten av ungrarnas läger. Mongolerna lyckades i princip att omringa ungrarna; dessa drabbades av panik och försökte förgäves att fly fältet.
Mongolerna, som fick ett strategiskt övertag, kunde tillfoga fienden ett svidande nederlag. 10 000 ungrare dog i slaget vid Muhi. Kung Bela och sonen Koloman flydde i riktning mot Pest och kunde sätta sig i säkerhet. 
Den italienske munken Rogerius skildrar slaget vid Muhi i en av sina krönikor.